# Сент-Омерский договор
Сент-Омерский договор — договор от 9 мая 1469 года между эрцгерцогом Австрии Сигизмундом и герцогом Бургундии Карлом Смелым, по которому последний покупал большую часть владений Габсбургов в Передней Австрии. Документ стал поводом к Бургундским войнам.

## Предыстория
Вальдсхутская война (1468 г.) между Швейцарским союзом и герцогом Сигизмундом завершилась 27 августа 1468 г. мирным договором), по которому к 24 июня следующего года Сигизмунд должен был выплатить военную контрибуцию в размере 10 тыс. гульденов. Швейцарцы использовали взятые в залог Вальдсхут и Шварцвальд Нижней Австрии в качестве гарантии безопасности. Поскольку эрцгерцог уже был по уши в долгах, он не мог сам собрать военную контрибуцию и доверил маркграфу Бадена Карлу I управление Передней Австрией и созыв ландтага, который собрался в Невшателе 15 марта 1469 г. и утвердил налог на недвижимость в размере 1% и заранее ссуду для своевременной выплаты долга. В то же время Сигизмунд рассматривал и другие варианты.
Он еще не был склонен окончательно уступить ранее завоеванные территории Габсбургов в Швейцарии и искал поддержки у французского короля Людовика XI, который, однако, отказался. Двоюродный брат Сигизмунда император Священной Римской империи и герцог Австрии и Штирии Фридрих III. был занят борьбой с турками и восстанием в Штирии, имперские князья не нашли причин связываться в борьбу за интересы Габсбургов. Эрцгерцог нашёл союзника в лице герцога Бургундского Карла Смелого, который хотел соединить свои северные и южные владения в единое государство в самом сердце Европы..

## Условия
За оборонительный союз и сумму в 50 тыс. гульденов, Сигизмунд заложил большую часть своих владений в Передней Австрии в Брайсгау и Верхнем Эльзасе, из которых, однако, значительные районы и права уже были заложены третьим лицам (которые Карл получал право выкупить). Сигизмунд сохранил за собой право выкупа заложенных земель у Карла, в этом случае ему также нужно было оплатить расходы на выкуп заложенных земель и прав у третьимх лиц. Поскольку печально известные финансовые трудности Габсбургов были известны, обычно предполагалось, что Карл увеличит сумму залога до расчетного максимума в 180 000 гульденов и, таким образом, навсегда присоединит эти области к Бургундской империи. В частности, герцогу Карлу были переданы следующие области / права:
Договор касался следующих территорий:
- Верхний Эльзас
  - ландграфство Оберэльзас,
  - Замок Ортенбург
  - графство Феррет, с городами Ружмон-ле-Шато, Флоримон и Розмон,
  - Сеньория Тан,
- Брайсгау/Шварцвальд/Фрикталь
  - Брайзах
  - четыре города в Вальдштетте (Райнфельден, Зекинген, Лауфенбург, Вальдсхут)
  - Графство Хауэнштайн с долинными бейливиками Тодтнау и Шёнау, а также фогтства Тодтмоса и монастыря Берау.
  - Камеральное графство Райнфельден
  - Камеральное графство Лауфенбург

Брайзах и сеньория Танн изначально не принадлежали к заложенной территории. Однако после того, как эрцгерцог столкнулся с трудностями со своевременной выплатой швейцарцам военной контрибуции в 10 тыс. гульденов, он попросил у Карла аванс и заложил ради этого указанные владения.
Договор был написан на латыни, и весь договор состоит из ряда других документов помимо договора от 9 мая 1469 года.

## Последствия
Договор дал Бургундии доступ к Рейну и сделал Карла Смелого непосредственным соседом швейцарцев. Управление этими территориями было доверено бейлифу Петеру фон Хагенбаху, который своей экономической политикой привёл к восстанию эльзасских городов и городов-союзников Швейцарии.
Людовик XI никогда не переставал строить заговоры против своего вассала Карла Смелого, и со временем сумел объединить против него эльзасские города, швейцарцев и герцога Лотарингии Рене II. Последовавшие бургундские войны остоянное военное противостояние привело к битве при Эрикуре 13 ноября 1474 г., первому крупному поражению войск Карла Смелого, поражению, положившему начало концу для самого герцога и исчезновению Бургундского герцогства. в пользу короля Франции Людовика XI. (см. Аррасский договор)